# 阿尔察赫国务部长
阿尔察赫国务部长是阿尔察赫共和国的政治职位。 该职务是在2017年宪法公民投票批准的宪法修正案之后和阿尔察赫总理职位被废除后引入的。

## 历任国务部长
| 序号 | 姓名                  | 在任时间                    | 政党     |  |
| ---- | --------------------- | --------------------------- | -------- |  |
| 1    | 阿拉伊克·阿魯秋尼揚   | 2017年9月25日—2018年6月6日  | 自由祖国 |  |
| 2    | 格里戈里·马尔季罗相   | 2018年6月6日—2021年6月1日   | 无党籍   |  |
| 3    | 阿尔塔克·别格拉良     | 2021年6月3日—2022年11月3日  | 无党籍   |  |
| 4    | 鲁本·瓦尔达尼扬       | 2022年11月4日—2023年2月23日 | 无党籍   |  |
| 5    | 古尔根·涅尔西相       | 2023年2月24日—2023年8月31日 | 无党籍   |  |
| 6    | 萨姆韦尔·沙赫拉马尼扬 | 2023年8月31日—2023年9月10日 | 无党籍   |  |
| 7    | 阿尔图尔·阿鲁秋尼扬   | 2023年9月18日—2024年1月1日  | 自由祖国 |  |